# Пірати Карибського моря: Помста Салазара
«Пірати Карибського моря: Помста Салазара» (англ. Pirates of the Caribbean: Dead Men Tell No Tales, також Pirates of the Caribbean: The Revenge of Salazar та Pirates of the Caribbean: Salazar's Revenge) — американський пригодницький фільм-фентезі, знятий Гоакімом Роннінґом і Еспеном Сандберґом. Він є п'ятим фільмом у серії «Пірати Карибського моря». Прем'єра стрічки в Україні відбулася 25 травня 2017 року. Фільм розповідає про капітана Джека Спарроу, який виявляє, що за ним полює його старий ворог капітан Салазар разом із примарними піратами.

## Сюжет
На початку фільму маленький Генрі Тернер, син Вілла і Елізабет, знаходить «Летючого Голландця» заради зустрічі зі своїм батьком, який був проклятий понад десять років тому і тепер може ступати на сушу лише раз у десять років. В ході розмови з'ясовується, що існує легендарний тризуб Посейдона, за допомогою якого можна зняти всі морські прокляття. «Летючий Голландець» починає занурюватися в море, Генрі доводиться повернутися на сушу, але він обіцяє батькові знайти тризуб і зняти прокляття.
Подальші події фільму відбуваються через 9 років. Генрі подорослішав і тепер служить матросом на британському військовому судні. Генрі, який ретельно вивчав усі міфи і легенди, виявляє, що вони пливуть прямо в Диявольський трикутник і говорить про це капітанові, просячи того повернути назад. Капітан не вірить у легенди, він оголошує молоду людину зрадником і садить під замок. Коли корабель Генрі проходить між скель, провідних у Диявольський трикутник, поруч несподівано виникає інший корабель — «Безмовна Марія», з нього нападають мерці на чолі зі своїм капітаном Армандо Салазаром і вбивають всю команду британського судна. Салазар залишає в живих лише Генрі, доручаючи йому передати послання Джеку Спарроу про те, що скоро помститься йому за накладене на нього прокляття.
Далі дія переноситься на острів Сен-Мартен. У тюремній камері там знаходиться Каріна Сміт — дівчина, яка вивчає астрономію, але через це її вважають відьмою. Вона сповідається священникові. Під час сповіді їй вдається відкрити замок, оглушити священника і вибігти на вулицю, де вона зустрічає Джека Спарроу, який зі своєю командою вирішив пограбувати тільки що відкритий банк Сен-Мартена. Але все пішло не за планом, видобутку немає, і в підсумку розсерджена команда Спарроу бунтує і йде від свого капітана. Джек йде в шинок і обмінює свій магічний компас на пляшку рому. Через те, що він «зрадив» свій компас, корабель мерців «Безмовна Марія» отримав можливість вийти з Диявольського трикутника, і тепер Салазар має намір не тільки помститися Джеку, але і покінчити з усіма піратами світу.
Генрі виявляється в тюремному госпіталі. Переодягнувшись в медсестру, Карина допомагає йому втекти, проте сама потрапляє за ґрати. Вночі Генрі під виглядом солдата проникає назад у в'язницю, де в одній з камер знаходить Джека Спарроу. Генрі передає йому послання Салазара і переконує вирушити на пошуки тризубця Посейдона. Вранці Джека і Карину збираються стратити, але в справу втручаються Генрі і команда Джека, що повернулася. Їм вдається відбити Джека і Каріну і відплисти на своєму новому кораблі «Вмираюча чайка», в той час, як «Чорну перлину» так і не змогли витягти з пляшки.
Далі події розгортаються на судні казково розбагатівшого Гектора Барбосси, що має у своєму розпорядженні безліч кораблів, які звільнений Салазар починає топити. Про це йому доповідають помічники Мертогг і Малрой. Барбосса, будучи піратом, боїться гніву примарного капітана і вирішує піти за порадою до відьми, яка дістає йому магічний компас Джека. Але виявляється занадто пізно — Салазар добирається до самого Барбосси і його корабля «Помста королеви Анни». Мерці вбивають кількох піратів, перш ніж Барбоссі вдається укласти із Салазаром договір про те, що до світанку наступного дня він призведе Салазара до Джека в обмін на порятунок життя. Салазар забирає Барбоссу і виживших членів його команди на борт свого корабля.
Настає світанок, але Джека все ще немає. Салазар вже готовий вбити Барбоссу, але останній зупиняє його, кажучи, що їх договір ще в силі. Тоді Салазар розповідає Барбоссі про те, як він опинився в Диявольському трикутнику. Раніше Армандо Салазар був іспанським моряком, капітаном корабля «Безмовна Марія». За загибель свого батька і діда від рук піратів, він поставив собі за мету покласти край піратству. Саме тоді йому зустрівся ще молодий Джек, який з допомогою хитрого трюку загнав корабель Салазара в тій самій ущелині Диявольського трикутника, в результаті чого іспанець і вся його команда виявилася проклятою.
Нарешті Салазар майже наздоганяє «Вмираючу чайку». Джек, Карина і Генрі висаджуються в шлюпку, щоб дістатися до берега. Салазар наказує випустити акул-мерців, які накидаються на шлюпку. Все ж у Джека і його супутників виходить вибратися на берег. Мерці з команди Салазара не можуть ступити на сушу, оскільки тут же розсипаються в прах. Салазар говорить Джеку, що буде чекати його в морі. Каріна, Генрі і Джек потрапляють у полон до аборигенів. Джек зустрічає свого давнього ворога, який змушує його одружитися на своїй страшній сестрі. В цей час з'являється Барбосса зі своїми помічниками Мертоггом і Малроєм. Вони рятують Джека від ганебного весілля. З допомогою магії меча Чорної Бороди, Барбосса звільняє «Чорну перлину» з пляшки, так як це єдиний корабель, здатний обігнати «Безмовну Марію».
Герої вирушають на «Перлині» на пошуки острова, на якому зберігається тризуб Посейдона. По дорозі з'ясовується, що Каріна — дочка Барбосси, але він не поспішає розповісти їй про це. На них збирається напасти британський військовий корабель, але його знищує корабель Салазара, після чого Салазар вступає в бій і з «Перлиною». В цей час кораблі підходять до острова. Привидам знову доводиться відступити, оскільки їм не можна підходити до берега. Правда, вони встигають взяти в полон Генрі.
На острів, покритий магічними каменями, виходять Карина, Барбосса і Джек. З допомогою рубіна з обкладинки щоденника Галілео Галілея і магічних каменів острова їм вдається розсунути воду, утворивши в океані величезну ущелину, на дні якої і знаходиться тризуб Посейдона. Каріна готова забрати його, але в цей час з'являються Салазар і його мерці. Салазар вселяється в Генрі, нападає на Джека і отримує тризуб. Потім Салазар починає бити Джека, мало не вбивши його, встромивши в груди тризуб, однак Джека врятував щоденник Галілео Галілея, який той підібрав при падінні в розколину. В цей час Каріна приводить до тями Генрі, він розбиває тризуб шаблею і в той же момент всі прокляття спадають, Салазар і його привиди перетворюються в людей, але водяна ущелина починає закриватися. Щоб допомогти друзям, Барбосса наказує команді «Перлини» скинути на дно якір і сам спускається по якорю вниз. Джек, Каріна і Генрі тримаються за ланцюг, але Салазар теж встигає застрибнути на якір. Каріна бачить на руці Барбосси татуювання — зображення сузір'їв, і розуміє, що пірат — її батько. Барбосса вирішує пожертвувати собою заради порятунку інших, і зістрибує з якоря, у польоті взявши з собою на дно Салазара. Коли команда «Перлини» оплакує Гектора, Каріна оголошує, що її прізвище тепер — Барбосса.
У наступній сцені ми бачимо на березі Генрі і Каріну. Туди ж припливає звільнений від прокляття Вілл Тернер. Незабаром там з'являється і Елізабет, кидається в обійми свого коханого. Мавпа Барбосси, яка теж звільнилася з пляшки, приносить Джеку його компас, і той розуміє, що удача знову до нього повернулася. «Чорна перлина» продовжує плавання.
Кіра Найтлі ненадовго з'являється в кінці в нерозмовній ролі Елізабет Суонн, дружини Вілла та матері Генрі. Адам Браун, Денні Кіррейн і Делрой Аткінсон з'являються як члени команди Джека, а в сцені в'язниці Пол Маккартні коротко з'являється як дядько Джека по батьківській лінії, дядько Джек. CGI-силует Деві Джонса видно в сцені після титрів, але актор Білл Наї заявив, що його не поінформували про зовнішній вигляд персонажа.

### Сцена після титрів
Показують спокійно сплячих Вілла і Елізабет. З'являється привид Деві Джонса і замахується на подружжя своєю клешнею. У цей момент Вілл прокидається і розуміє, що це був всього лише сон. Він обіймає Елізабет і знову засинає. Однак на підлозі в калюжі лежать кілька балянусів.

## Назва
В оригіналі фільм називається «Pirates of the Caribbean: Dead Men Tell No Tales» («Пірати Карибського Моря: Мерці не розповідають казок»). «Pirates of the Caribbean: The Revenge of Salazar» («Пірати Карибського моря: Помста Салазара») — друга назва фільму.
В Україні, Франції, Іспанії, Великій Британії, Німеччині, Австрії, Швейцарії, Нідерландах та у кількох інших країнах назву транслювали, як «Пірати Карбського Моря: Помста Салазара».

## У ролях
| Актор              | Роль                                           |
| ------------------ | ---------------------------------------------- |
| Джонні Депп        | капітан Джек Спарроу                           |
| Хав'єр Бардем      | капітан Армандо Салазар (Ель Матадор Дель Мар) |
| Джеффрі Раш        | капітан Гектор Барбосса                        |
| Брентон Твейтс     | Генрі Тернер                                   |
| Кая Скоделаріо     | Каріна Сміт/Барбосса                           |
| Кевін МакНеллі     | Джошамі Ґіббс                                  |
| Стівен Грем        | Скрам                                          |
| Мартін Клебба      | Марті                                          |
| Енґус Барнетт      | Маллрой                                        |
| Жіль Нью           | Мертогг                                        |
| Адам Браун         | Крембл                                         |
| Девід Венгем       | Скарфілд                                       |
| Брюс Спенс         | мер Дікс                                       |
| Денні Кіррейн      | Боллард                                        |
| Гольшіфте Фарахані | Шанса                                          |
| Орландо Блум       | капітан Вілл Тернер                            |
| Пол Маккартні      | Дядько Джек                                    |
| Кіт Річардс        | капітан Тіг, батько Джека Спарроу              |
| Кіра Найтлі        | Елізабет Тернер                                |

## Український дубляж
Дубльовано студією «LeDoyen» на замовлення «Disney Character Voices International» у 2017 році.
- Переклад Романа Дяченка
- Режисер дубляжу — Костянтин Лінартович
- Творчий консультант — Мацей Ейман
- Мікс-студія — Shepperton International

Ролі дублювали:
- Олег «Фагот» Михайлюта — Капітан Джек Спарроу
- Анна Чиж — Каріна Сміт
- В'ячеслав Хостікоєв — Генрі Тернер
- Костянтин Лінартович — Капітан Гектор Барбосса
- Лесь Задніпровський — Капітан Салазар
- Борис Георгієвський — Джошамі Ґібз
- Ігор Рода — Скарфілд
- Дмитро Вікулов — Скрам
- Дмитро Бузинський — Муртоґ
- Остап Ступка — Вілл
- Юрій Висоцький — Дядько Джек
- Анастасія Чумаченко — Шанса

А також: Володимир Кокотунов, Віталій Дорошенко, Петро Сова, Олександр Ярема, Артем Мартинішин, Максим Кондратюк, Володимир Ніколаєнко, Генрих Малащинський, Віктор Григор'єв, Акмал Гурєзов, Олена Борозенець, Світлана Штанько, Вікторія Кулініч, Сергій Кияшко, Володимир Канівець, В'ячеслав Дудко, Володимир Бугай, Дмитро Рассказов, Володимир Жогло, Назар Стригун, Микола Маросов, Євген Пашин та інші.

## Виробництво
Зйомки фільму почались 17 лютого 2015 року.

## Нагороди
| Нагорода           | Номінація                     | Номінанти                                        | Результат |
| ------------------ | ----------------------------- | ------------------------------------------------ | --------- |
| Золота малина      | Найгірший актор               | Джонні Депп                                      | Номінація |
| Золота малина      | Найгірший актор другого плану | Хав'єр Бардем                                    | Номінація |
| Золота малина      | Найгірша екранна комбінація   | Джонні Депп і його набридлий образ пияка         | Номінація |
| Teen Choice Awards | Choice Movie: Екшн            | Фільм «Пірати Карибського моря: Помста Салазара» | Номінація |
| Teen Choice Awards | Choice Movie: Актор екшна     | Джонні Депп                                      | Номінація |
| Teen Choice Awards | Choice Movie: Актриса екшна   | Кая Скоделаріо                                   | Номінація |
| Teen Choice Awards | Choice Movie: Злодій          | Хав'єр Бардем                                    | Номінація |
| Teen Choice Awards | Choice Movie: Поцілунок       | Орландо Блум і Кіра Найтлі                       | Номінація |
| Teen Choice Awards | Choice Movie: Літній фільм    | Фільм «Пірати Карибського моря: Помста Салазара» | Номінація |